# 福町 (大阪市)
福町（ふくまち）は、大阪府大阪市西淀川区にある町名。現行行政地名は福町一丁目から福町三丁目。

## 地理
西淀川区の南部に位置し、東に姫島、西に百島、北東に大和田、北西に大野と接している。

### 河川
- 淀川

## 世帯数と人口
2019年（平成31年）3月31日現在の世帯数と人口は以下の通りである。
| 丁目       | 世帯数    | 人口    |
| ---------- | --------- | ------- |
| 福町一丁目 | 412世帯   | 960人   |
| 福町二丁目 | 1,462世帯 | 2,474人 |
| 福町三丁目 | 194世帯   | 337人   |
| 計         | 2,068世帯 | 3,771人 |

### 人口の変遷
国勢調査による人口の推移。
| 1995年（平成7年）  | 3,904人 | [ 5 ] |  |
| 2000年（平成12年） | 4,038人 | [ 6 ] |  |
| 2005年（平成17年） | 3,878人 | [ 7 ] |  |
| 2010年（平成22年） | 3,685人 | [ 8 ] |  |
| 2015年（平成27年） | 3,623人 | [ 9 ] |  |

### 世帯数の変遷
国勢調査による世帯数の推移。
| 1995年（平成7年）  | 1,539世帯 | [ 5 ] |  |
| 2000年（平成12年） | 1,729世帯 | [ 6 ] |  |
| 2005年（平成17年） | 1,736世帯 | [ 7 ] |  |
| 2010年（平成22年） | 1,701世帯 | [ 8 ] |  |
| 2015年（平成27年） | 1,522世帯 | [ 9 ] |  |

## 事業所
2016年（平成28年）現在の経済センサス調査による事業所数と従業員数は以下の通りである。
| 丁目       | 事業所数  | 従業員数 |
| ---------- | --------- | -------- |
| 福町一丁目 | 46事業所  | 1,748人  |
| 福町二丁目 | 82事業所  | 749人    |
| 福町三丁目 | 23事業所  | 348人    |
| 計         | 151事業所 | 2,845人  |

## 交通

### 鉄道
- 阪神電気鉄道
  - 阪神なんば線 福駅

### バス
- 大阪シティバス
  - 92号系統：福駅近くの福町停留所から出来島を経由して大阪駅を結ぶ路線が国道43号を経由。
  - 43号系統：酉島車庫と大阪駅を結ぶ路線が姫島通を経由。

### 道路
- 国道43号
- 姫島通
- 姫福通

## 施設
- 大阪市立福小学校
- 千船病院
- シノブフーズ 大阪工場
- イズミヤスーパーセンター 福町店

## その他

### 日本郵便
- 〒555-0034[3]（集配局：西淀川郵便局[11]）